# Ekspedycja 2
Ekspedycja 2 była drugą stałą załogą Międzynarodowej Stacji Kosmicznej.

## Załoga
- Jurij Usaczow (4), Dowódca misji i dowódca Sojuza (Rosja)
- James Voss (5), Inżynier lotu 1 (Stany Zjednoczone)
- Susan Helms (5), Inżynier lotu 2 (Stany Zjednoczone)

(liczba w nawiasie oznacza liczbę lotów odbytych przez każdego z astronautów)
Załoga rezerwowa
- Jurij Onufrijenko (2), Dowódca misji i dowódca Sojuza (Rosja)
- Carl Walz (4), Inżynier lotu 1 (Stany Zjednoczone)
- Daniel Bursch (4), Inżynier lotu 2 (Stany Zjednoczone)

## Parametry misji
- Perygeum: 384 km
- Apogeum: 396 km
- Inklinacja: 51,6°
- Okres orbitalny: 92 min

### Dokowanie do ISS
- Połączenie z ISS: 10 marca 2001, 06:38 UTC
- Odłączenie od ISS: 20 sierpnia 2001, 14:51:30 UTC
- Łączny czas dokowania: 163 dni, 8 godz., 13 min, 30 s